# Front Civil Unit
El Front Civil Unit (en rus: Объединённый Гражданский Фронт, Obyedinyónnïy Grazhdánskiy Front, OGF), és un moviment social a Rússia, fundat i liderat pel Gran Mestre d'escacs Garri Kaspàrov. És part de L'Altra Rússia, una coalició opositora activa a Moscou. És registrat oficialment al Ministeri de Justícia de la Federació de Rússia des de novembre de 2006. Compta amb més de 50 divisions regionals.
Des de la fundació de l'organització, el 2005, en Kaspàrov va deixar clar que l'OGF "treballarà per preservar la democràcia electoral a Rússia." Kaspàrov va acabar la primera conferència de premsa dient que "El primer objectiu de l'oposició és desmantellar el sistema vigent i crear una base política tal que permeti unes eleccions celebrades lliurement el 2007–2008. La línia principal d'actuació es dirigirà a preservar el dret dels russos a elegir un govern responsable, tant a les eleccions a la presidència com al parlament.".

## Programa
El programa i els estatuts del partit foren establerts durant la 3a conferència de l'OGF, el 25 de febrer de 2006. Es basa en quatre principis.
Organització d'eleccions democràtiques
1. Instaurar un sistema de concurrència dels programes preelectorals i els principis de revocabilitat i de responsabilitat del poder.
2. Garantir un accés dels partits en igualtat als mitjans de comunicació de masses.
3. Canviar el sistema electoral de llistes de representació proporcional a majoritari.

Restauració del federalisme
1. Restaurar el sistema de govern federal.
2. Eliminar el desequilibri perillós entre els ingressos de la gent de Moscou i de les altres regions.
3. Tornar a un autogovern democràtic.
4. Permetre una resolució democràtica dels problemes a les repúbliques nacionals.

Eliminació del sistema de la nomenklatura
1. Limitació el poder del president.
2. Liquidació del sistema de privilegis i preferències pels funcionaris i a tots els nivells.
3. Liquidació de l'Administració Presidencial, i reducció de les funcions de l'oficina del president.
4. Prohibició legal de l'intrusisme dels serveis secrets en la vida social i el govern.
5. Desqualificació de l'actual cúpula política i dels caps dels serveis secrets.
6. Prohibició legal de l'enriquiment de persones que ocupen càrrecs públics i de funcionaris, d'acord amb la Convenció de les Nacions Unides contra la Corrupció.

L'Estat pels ciutadans, i no els ciutadans per l'estat
1. Restituir als ciutadans els antics deutes contrets pel govern.
2. Prioritzar les accions socials en l'agenda política de l'estat.
3. Implementar els drets constitucionals pel que fa a l'educació i els serveis de salut.
4. Extirpar la discriminació social.
5. Cancel·lar el servei militar obligatori, i crear un exèrcit professional.
6. Assegurar l'accés dels ciutadans a tota la informació relativa a l'activitat i decisions de l'estat i dels governs locals.